# Хейнс, Аким
Аки́м Хейнс (англ. Akeem Haynes; род. 11 марта 1992, Уэстморленд, Корнуолл, Ямайка) — канадский легкоатлет ямайского происхождения, специализирующийся в спринтерском беге. Бронзовый призёр Олимпийских игр 2016 года в эстафете 4×100 метров.

## Биография
Родился на Ямайке, но в 7 лет вместе с матерью переехал в канадский город Йеллоунайф. Спустя ещё 3 года они перебрались в Калгари, где Аким стал учеником Crescent Heights High School. Там он и начал заниматься лёгкой атлетикой, параллельно выступая на позиции раннинбека за школьную команду по американскому футболу. Ярко проявив себя в спринте, после выпуска имел предложение из Флоридского университета, но не смог туда попасть из-за плохих оценок по академическим дисциплинам. В итоге его выбор пал на колледж Barton Community в американском штате Канзас, где он учился с 2010 по 2012 год. За это время ему удалось серьёзно улучшить свои результаты в беге на 100 метров.
На Панамериканском юниорском чемпионате 2011 года стал серебряным призёром в эстафете 4×100 метров. Спустя год стал четвёртым на чемпионате страны и поехал на Олимпийские игры, которые провёл в качестве запасного.
В 2012 году перешёл в Алабамский университет. Следующие несколько сезонов из-за травм ему не удавалось показать высоких результатов. С 2014 года стал членом программы подготовки спортсменов топ-уровня в клубе Altis в американском Финиксе. Под руководством Стюарта Макмиллана Хейнс смог отобраться на свои вторые Олимпийские игры. На чемпионате Канады 2016 года он финишировал третьим на дистанции 100 метров — 10,21.
На Олимпийских играх не смог выйти в полуфинал бега на 100 метров. В эстафете 4×100 метров канадцы (с Хейнсом в составе) финишировали четвёртыми в финале с национальным рекордом 37,64, но после дисквалификации сборной США получили бронзовые медали.
В 2014 году написал книгу Любовь, Жизнь и Наследие (англ. Love, Life & Legacy) о том, как правильно справляться с трудностями и вести позитивную и успешную жизнь.

## Основные результаты
| Год  | Турнир                                  | Место проведения          | Дисциплина       | Место       | Результат |
| ---- | --------------------------------------- | ------------------------- | ---------------- | ----------- | --------- |
| 2011 | Панамериканский чемпионат среди юниоров | Мирамар, США              | 100 м            | 6-е         | 10,50     |
| 2011 | Панамериканский чемпионат среди юниоров | Мирамар, США              | эстафета 4×100 м | 2-е         | 39,97     |
| 2015 | Чемпионат мира по эстафетам             | Нассау, Багамские Острова | эстафета 4×100 м | —           | DQ        |
| 2016 | Олимпийские игры                        | Рио-де-Жанейро, Бразилия  | 100 м            | 26-е (заб.) | 10,22     |
| 2016 | Олимпийские игры                        | Рио-де-Жанейро, Бразилия  | эстафета 4×100 м | 3-е         | 37,64     |